# Ailurops ursinus
Il cusco orsino di Sulawesi (Ailurops ursinus Temminck, 1824) è un marsupiale arboricolo della famiglia dei Falangeridi.

## Descrizione

### Dimensioni
Il cusco orsino di Sulawesi ha una lunghezza della testa e del corpo di circa 564 mm, la lunghezza della coda di circa 542 mm e un peso fino a 7 kg.

### Aspetto
Ha muso corto e piccole orecchie pelose. Il manto, composto da un soffice sottopelo e da ispidi peli di guardia, può essere nero, grigio o marrone, ma assume tonalità più chiare su addome ed estremità. La colorazione, inoltre, varia sia in base alla distribuzione geografica che all'età dell'animale. La coda, prensile e priva di pelo, è lunga quanto il corpo e viene usata, assieme alle zampe anteriori (munite di due dita opponibili) e alle zampe posteriori sindattile, per muoversi tra gli alberi. Assieme al suo stretto parente, il cusco orsino delle Talaud (A. melanotis), il cusco orsino di Sulawesi è il rappresentante più primitivo della famiglia dei Falangeridi, e presenta caratteristiche primitive nella dentatura e nella forma del cranio.

## Biologia

### Comportamento
Il cusco orsino di Sulawesi tende a vivere in coppie o in gruppi di tre o quattro esemplari. Strettamente arboricolo, si sposta lentamente da un albero all'altro grazie alla coda prensile e alla forte presa delle zampe anteriori. Trascorre gran parte del giorno a riposare o dormire, e dedica solo poco tempo alla nutrizione e alla pulizia del pelo. Si ritiene che abbia abitudini sia diurne che notturne, con periodi di attività intervallati a periodi di riposo.

### Alimentazione
L'alimentazione è costituita quasi essenzialmente da foglie, ma anche, in piccola parte, da frutti non ancora giunti a maturazione, fiori e boccioli.

### Riproduzione
La femmina partorisce 1-2 piccoli una o due volte all'anno. Questi trascorrono i primi otto mesi di vita all'interno del marsupio materno, ma continuano a rimanere in compagnia della madre per un po' di tempo. L'epoca del raggiungimento della maturità sessuale è sconosciuta.

## Distribuzione e habitat
Il cusco orsino di Sulawesi è presente, oltre che a Sulawesi, sulle vicine isole di Butung e Peleng, sulle isole Togian e, forse, sull'isola di Muna. 
Popola le foreste pluviali, dal livello del mare fino a oltre 600 m di quota.

## Tassonomia
Sono state riconosciute quattro sottospecie:
- A. u. ursinus Temminck, 1824: Sulawesi settentrionale;
- A. u. flavissimus Feiler, 1977: Sulawesi centro-orientale e Peleng;
- A. u. furvus Miller e Hollister, 1922: Sulawesi centrale e meridionale;
- A. u. togianus Tate, 1945: isole Togian.

## Conservazione
Pur essendo cacciato intensamente per la sua carne, il cusco orsino di Sulawesi è ancora piuttosto numeroso in alcune aree, ma il declino della popolazione avvenuto nel corso degli ultimi anni ha fatto sì che la IUCN lo classificasse tra le specie vulnerabili (Vulnerable). Oltre che dalla caccia, è minacciato anche dalla distruzione dell'habitat e dalla cattura di esemplari che vengono allevati come animali da compagnia.